# Monotes africanus
Monotes africanus är en tvåhjärtbladig växtart som beskrevs av A. Dc.. Monotes africanus ingår i släktet Monotes och familjen Dipterocarpaceae. Inga underarter finns listade i Catalogue of Life.